# Huta Pusta
Huta Pusta – część wsi Zielonka w Polsce, położona w województwie wielkopolskim, w powiecie poznańskim, w gminie Murowana Goślina, pośród lasów Puszczy Zielonki.
W latach 1975–1998 Huta Pusta administracyjnie należała do województwa poznańskiego.
Leży około 1,5 km na południe od Zielonki. Przy zabudowaniach głaz pamiątkowy ku czci prof. Karola Zaleskiego (1890-1969), fitopatologa, badacza chorób roślin, odsłonięty w 1980, wiosną 2013 zaniedbany, zarośnięty i pozbawiony bezpośredniego dostępu (prywatna, ogrodzona parcela).
W pobliżu osady wypływają dwie rzeki: Trojanka i jej dopływ - Hutka. Niedaleko znajduje się miejsce po dawnej cegielni, zwane również Hutką lub Stęszewkiem. Wytwarzane tu cegły znaczono inicjałami HP.
W początku lat 50. XX wieku szczegółowo przebadano rosnące w rejonie osady mchy i wątrobowce. Wykryto wtedy obecność m.in. takich z nich, jak: Helodium lanatum, błyszcze włoskowate, próchniczek błotny, drabik drzewkowaty i Paludella squarrosa.